# L'età della ragione (Thomas Paine)
L'età della ragione: una ricerca sulla vera e favolosa teologia (The Age of Reason: Being an Investigation of True and Fabulous Theology) è un trattato deista, scritto dal radicale inglese e rivoluzionario statunitense del XVIII secolo Thomas Paine, che critica la religione istituzionalizzata e nega l'infallibilità biblica. Pubblicato in tre parti nel 1794, 1795 e 1807, godette di grande successo negli Stati Uniti, dove causò una rinascita deista di breve durata; ciò nonostante, il pubblico britannico lo accolse con ostilità per timore della crescita del radicalismo politico a causa della Rivoluzione francese. L'età della ragione contiene argomenti deisti comuni; per esempio, mette in rilievo la corruzione della Chiesa cristiana e critica il suo impegno per acquistare potere politico. Paine difende la ragione al posto della rivelazione, il che lo conduce a rifiutare i miracoli e a vedere la Bibbia come una semplice opera letteraria e non come un testo ispirato dalla divinità. Tuttavia L'età della ragione non è un testo ateo, poiché promuove la religione naturale e difende un Dio creatore.
La maggioranza degli argomenti di Paine erano conosciuti da tempo dalle élite colte, ma la sua presentazione con uno stile vistoso e irriverente rendeva il deismo attraente e accessibile alla massa del pubblico. Il libro, oltretutto, era a basso costo, per cui era accessibile a un gran numero di acquirenti. Temendo la propagazione di quelle che si vedevano come idee potenzialmente rivoluzionarie, il governo britannico cominciò a perseguire gli stampatori e i librai che cercavano di pubblicarlo e distribuirlo. L'età della ragione produsse solo una breve rinascita del deismo in America; ciò nonostante, le idee di Paine ispirarono e guidarono molti liberi pensatori britannici del XIX secolo e il suo stile retorico è rimasto vivo addirittura fino agli inizi del XXI secolo nei testi di scrittori moderni come Christopher Hitchens o nelle pellicole di Michael Moore.

## Contesto storico

### Contesto intellettuale: il deismo britannico del XVIII secolo
Il libro di Thomas Paine seguiva la tradizione del deismo britannico degli inizi del XVIII secolo. Questi deisti, anche se mantenevano posizioni individuali distinte, condividevano un insieme di ipotesi e argomenti che Paine articolò ne L'età della ragione. La posizione più importante che univa i difensori del deismo descritti anteriormente era il loro appello alla «indagine razionale libera» su tutti i temi e, specialmente, su quelli religiosi. Sostenendo che il cristianesimo primitivo si era fondato sulla libertà di coscienza, rivendicavano la tolleranza religiosa e la fine della persecuzione per motivi religiosi, esigendo in ugual modo che il dibattito si basasse sulla ragione e sulla razionalità. Abbracciavano una visione newtoniana del mondo, ossia, credevano che tutte le cose dell'universo, perfino lo stesso Dio, dovevano obbedire alle leggi della natura. I seguaci di questa posizione religiosa argomentavano che, senza un concetto di legge naturale, le spiegazioni intorno ai processi della natura sarebbero discese al livello dell'irrazionalità. Questa credenza nella legge naturale li condusse al loro scetticismo verso i miracoli; posto che i miracoli necessitano di essere osservati per essere validati, i deisti rifiutavano la parte della Bibbia dove si raccontano i miracoli e sostenevano che tali evidenze non erano sufficienti né necessarie per dimostrare l'esistenza di Dio. Sulla stessa linea, gli scritti di questi autori insistevano che Dio era solamente la causa prima o il primo motore e non una divinità che interferisse nella vita quotidiana degli individui. In tal modo, rifiutavano l'affermazione che vi fosse solo una «verità» religiosa rivelata o un'unica vera fede; la religione poteva essere solo «semplice, evidente, ordinaria e universale» se è che doveva essere il prodotto logico di un Dio benevolo. Facevano, dunque, una distinzione tra le «religioni rivelate» (che rifiutavano), come il cristianesimo, e la «religione naturale», un insieme di credenze universali derivate dal mondo naturale che dimostravano l'esistenza di Dio (che essi accettavano; ragione per la quale non erano atei).
Mentre alcuni deisti accettavano la rivelazione, la maggioranza sosteneva che la restrizione della rivelazione a piccoli gruppi, o addirittura a una sola persona, limitava il suo potere esplicativo. Oltretutto, molti ritenevano che le rivelazioni cristiane, in fossero erano contraddittorie e irriconciliabili. Secondo questi scrittori, la rivelazione poteva rafforzare le prove dell'esistenza di Dio, già evidente nel mondo naturale, ma con più frequenza favoriva la superstizione tra le masse. La maggioranza di loro sosteneva che i sacerdoti avevano corrotto deliberatamente il cristianesimo a proprio beneficio, mediante la promozione e l'accettazione di miracoli, rituali non necessari e dottrine illogiche e pericolose (quelle accuse si riferivano in generale al priestcraft, più o meno il «clero», un termine peggiorativo usato dai deisti per denunciare gli «intrighi sacerdotali»). La peggiore di queste dottrine era quella del peccato originale con la quale, secondo loro, i capi religiosi avevano schiavizzato la popolazione umana convincendo le persone che avevano bisogno dell'aiuto del sacerdote per superare la sua natura peccaminosa. I deisti, pertanto, consideravano sé stessi come intellettuali liberatori.

### Contesto politico: la rivoluzione francese

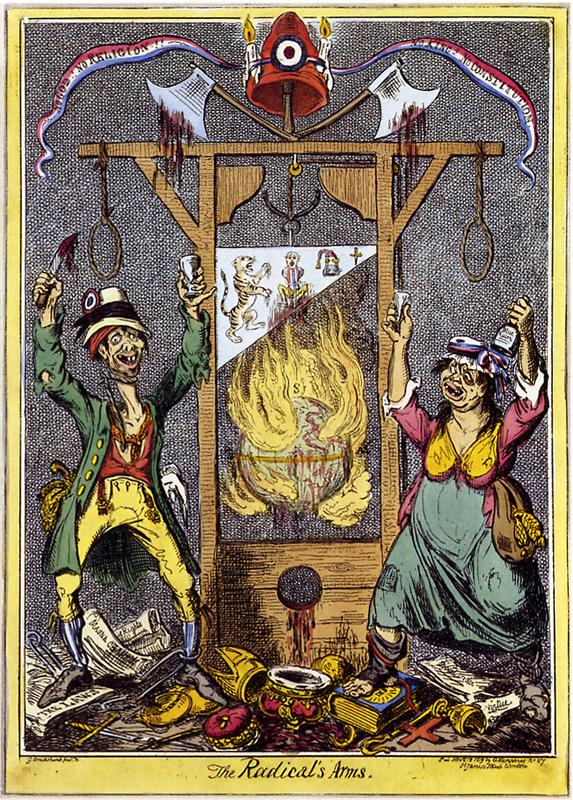
George Cruikshank, Le armi dei radicali (1819) che analizza gli eccessi della Rivoluzione francese.

Quando nell'1794 pubblicò la prima parte dell'età della ragione, molti cittadini britannici e francesi erano rimasti delusi dalla Rivoluzione francese. Il regno del terrore era cominciato, Luigi XVI e Maria Antonietta erano stati giudicati e giustiziati e la Gran Bretagna era in guerra con la Francia. I pochi britannici radicali che ancora sostenevano la Rivoluzione francese e i suoi ideali erano veduti con profondo sospetto dai loro compatrioti. L'età della ragione appartiene a questa tappa posteriore e più radicale della riforma politica britannica, che abbracciava apertamente il repubblicanesimo e l'ateismo e che è esemplificata da testi come quello de La giustizia politica di William Godwin (1793). A metà del decennio le voci moderate erano scomparse: nel 1791 era morto Richard Price, l'ecclesiastico dissidente il cui sermone sulla libertà politica aveva ispirato le Riflessioni sulla Rivoluzione francese (1790) di Edmund Burke, e Joseph Priestley si vide costretto a fuggire in America dopo che la folla aveva bruciato la sua casa e la sua chiesa.
Il governo conservatore, guidato da William Pitt, rispose a questa crescente radicalizzazione processando vari riformisti per diffamazione sediziosa e tradimento della patria, nei famosi processi per tradimento del 1794. Dopo i processi e un attacco a Giorgio III, i conservatori riuscirono ad approvare la Legge sulle Riunioni Sediziose e la Legge sulle Pratiche Sovversive (conosciute anche come le «due leggi» o le «leggi bavaglio»). Queste leggi proibivano la libertà di riunione per i gruppi radicali, come la London Corresponding Society («Società Corrispondente di Londra», LCS) e incoraggiavano le denunce contro i radicali per dichiarazioni «calunniose e sediziose». Per paura delle persecuzioni, e disillusi della Rivoluzione Francese, molti riformisti si allontanarono dalla causa. La LCS, che precedentemente aveva unificato dissidenti religiosi e riformisti politici, si spaccò quando Francis Place e altri dirigenti aiutarono a Paine a pubblicare L'età della ragione; i membri più religiosi della società si ritirarono in segno di protesta e la LCS perse circa un quinto dei suoi membri.

## Storia della pubblicazione
Nel dicembre 1792, la seconda parte de I diritti dell'uomo di Paine fu dichiarata sediziosa in Gran Bretagna ed egli si vide costretto a fuggire in Francia per evitare l'arresto. Costernato dalla svolta della rivoluzione francese verso la laicità e l'ateismo, compose la prima parte de L'età della ragione tra il 1792 e il 1793:
Anche se Paine scrisse il libro per i francesi, lo dedicò ai suoi «amici cittadini dei Stati Uniti d'America», alludendo al suo legame con i rivoluzionari statunitense.
Non si sa con certezza quando Paine scrisse la prima parte. Secondo gli studiosi Edward Davidson e William Scheick, Thomas Paine probabilmente redasse la prima bozza alla fine del 1793, ma secondo il suo biografo David Hawke, sarebbe stato agli inizi del 1793. Nemmeno è chiaro se l'edizione francese della prima parte sia stata pubblicata in 1793. François Lanthenas, che ha tradotto L'età della ragione in francese nel 1794, scrisse che fu pubblicata per la prima volta in Francia in 1793, ma non si è potuto identificare sicuramente nessun libro che si adatti a questa descrizione. Joel Barlow pubblicò la prima edizione in inglese della prima parte nel 1794, a Londra, vendendola a soli tre pence.
Nel frattempo i giacobini, una potente fazione dei rivoluzionari francesi, considerarono Paine troppo moderato e lo incarcerarono. Rimase prigioniero per dieci mesi e fu condannato alla ghigliottina. Riuscì a sfuggire alla morte per pura casualità, poiché il cartello della sua esecuzione non era ben collocato sulla porta della sua cella. Quando James Monroe, a quel tempo il nuovo Ministro americano in Francia, ottenne il suo rilascio nel 1794, cominciò immediatamente a lavorare sulla seconda parte de L'età della ragione, nonostante la sua cattiva salute. La seconda parte fu pubblicata per la prima volta a Londra da H. D. Symonds, in un'edizione clandestina, nell'ottobre del 1795. L'anno seguente, Daniel Isaac Eaton pubblicò la prima e la seconda parte e le vendette al prezzo di uno scellino e sei pence. Eaton in seguito si vide costretto a fuggire negli Stati Uniti dopo essere stato dichiarato colpevole di diffamazione sediciosa per la pubblicazione di altre opere radicali. Lo stesso Paine finanziò la spedizione di 15 000 esemplari della sua opera negli Stati Uniti. Più tardi, Francis Place e Thomas Williams collaborarono a un'edizione che ha venduto circa 2 000 copie. Williams produsse anche la propria edizione, ma il governo britannico l'incriminò e gli confiscò gli opuscoli.
Alla fine del decennio del 1790, Thomas Paine fuggì dalla Francia negli Stati Uniti, dove scrisse la terza parte dell'opera: Un esame dei passi del Nuovo Testamento, che citano le profezie dell'Antico Testamento relative a Gesù Cristo. Temendo rappresaglie sgradevoli e perfino violente, Thomas Jefferson convinse Paine a non pubblicare la terza parte nel 1802. Cinque anni dopo, Paine decise di farlo malgrado sapesse la reazione che avrebbe causato.
Dopo la condanna di Thomas Williams a un anno di lavori forzati per avere pubblicato L'età della ragione nel 1797, nessuna edizione si vendette apertamente in Gran Bretagna fino al 1818, quando Richard Carlile la incluse in una edizione dell'opera completa di Paine. Il prezzo era di uno scellino e sei pence, e la prima stampa di 1 000 esemplari si vendette in un mese. Immediatamente, pubblicò una seconda edizione di 3 000 esemplari. Come Williams, Carlile fu perseguitato per diffamazione sediziosa e blasfemia. In Gran Bretagna, le persecuzioni intorno all'età della ragione sono durarono trent'anni dalla prima edizione, colpendo numerosi editori e più di un centinaio di librai.

## Struttura e argomenti principali
L'età della ragione si divide in tre parti. Nella parte I, Paine abbozza un riassunto dei suoi principali argomenti e la sua personale professione di fede. Nelle parti II e III analizza sezioni specifiche della Bibbia per dimostrare che questa non è la parola rivelata di Dio.

### Credo

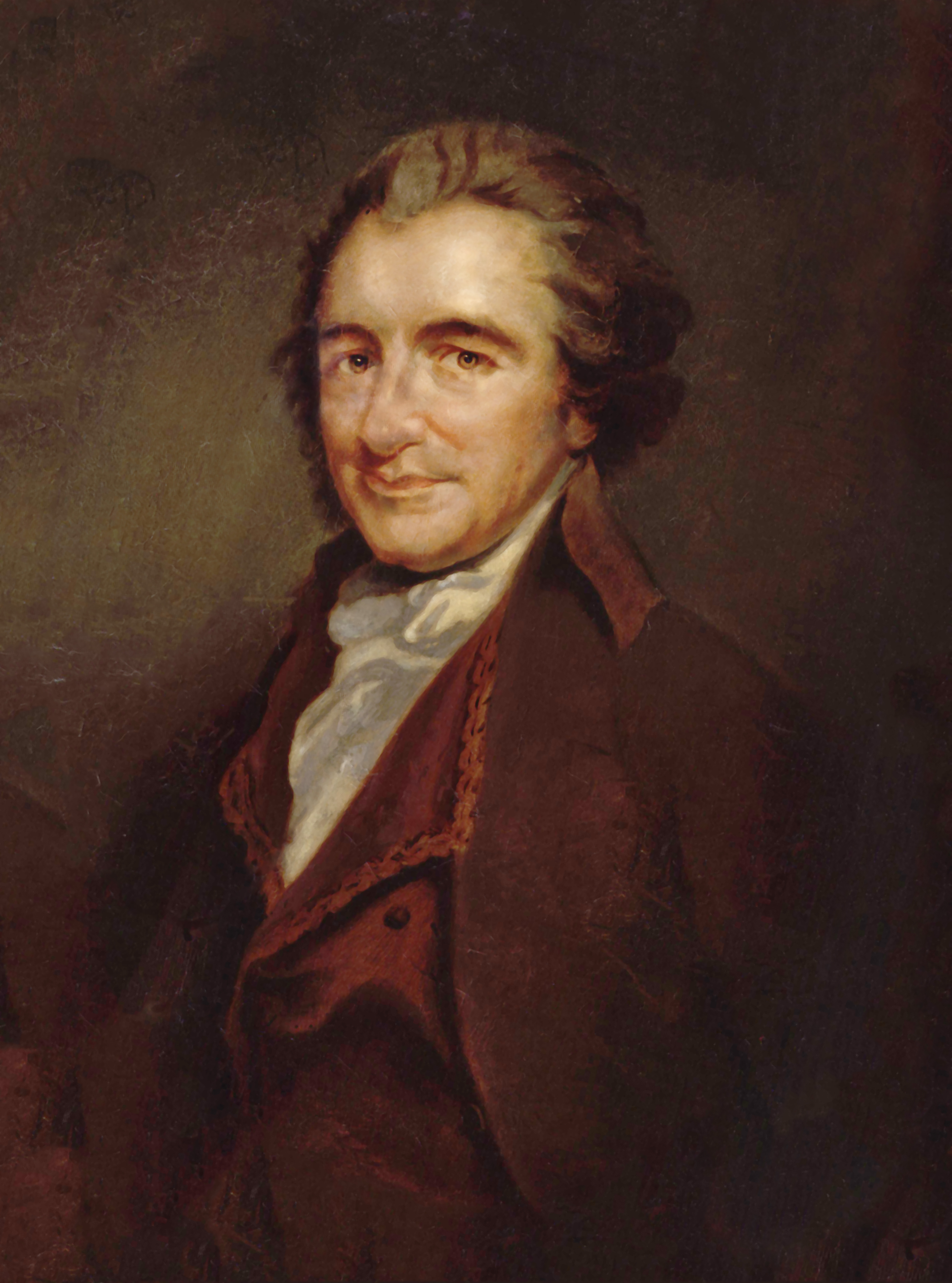
Dipinto di Thomas Paine, di Auguste Millière (1880).

All'inizio della parte I de L'età della ragione, Paine espone la sua personale professione di fede, ad imitazione del credo cristiano:
Io non credo nella fede professata dalla chiesa ebraica, dalla chiesa romana, dalla chiesa greca, dalla chiesa turca, dalla chiesa protestante, né da nessun'altra chiesa che io conosca. La mia mente è la mia chiesa.
Tutte le istituzioni nazionali delle chiese, ebraica, cristiana o turca, non mi sembrano altro che invenzioni umane istituite per terrorizzare e schiavizzare l'umanità, e monopolizzare il potere e il profitto. 
Non intendo dire che condanno coloro che credono il contrario, poiché hanno lo stesso diritto alle loro convinzioni che io ho alle mie. Ciò nonostante, è necessario per la felicità dell'uomo che egli sia mentalmente fedele a sé stesso. L'infedeltà non si basa sul credere, o sul non credere: essa consiste nel professare una fede che non si ha.»
L'esposizione di Paine riassume molti dei temi principali del resto del testo: una ferma credenza in un Dio creatore, il suo scetticismo rispetto alla maggioranza delle pretese soprannaturali (qui la vita ultraterrena; più avanti nel testo, i miracoli); la convinzione che le virtù debbano derivare della considerazione per gli altri piuttosto che per sé stesso; l'animosità contro le istituzioni religiose corrotte e un'enfasi sul diritto di coscienza dell'individuo.

### La ragione e la rivelazione
Paine inizia L'età della ragione attaccando la rivelazione. La rivelazione, afferma, può essere verificata solo dai singoli destinatari del messaggio e, pertanto, è una debole evidenza dell'esistenza di Dio. Paine respinge profezie e miracoli, scrivendo che «è una rivelazione solo per la prima persona e diceria per tutti gli altri e, pertanto, essi non sono obbligati a credervi». Indica anche che le rivelazioni cristiane sembrano essere cambiate nel corso del tempo per adattarsi alle mutevoli circostanze politiche. Sollecitando i suoi lettori a usare la ragione anziché dipendere dalla rivelazione, Paine sostiene che l'unica prova affidabile, immutabile e universale dell'esistenza di Dio è il mondo naturale. «La Bibbia dei deisti», dice, non deve essere un'invenzione umana come la Bibbia, ma piuttosto un'invenzione divina: «la Creazione». Paine porta questo argomento ancora più lontano, sostenendo che devono applicarsi alla Bibbia le stesse regole della logica e norme delle prove che governano l'analisi dei testi laici. Nella II Parte de L'età della ragione, farà esattamente questo, mostrando numerose contraddizioni della Bibbia.

#### L'analisi della Bibbia
Paine pone in discussione il carattere sacro della Bibbia, analizzandola come un qualsiasi altro libro. Ad esempio, nella sua analisi del Libro dei Proverbi, sostiene che le sue massime sono «per acutezza, [...] inferiori ai proverbi degli spagnoli, e non molto più sagge e concise di quelle dello statunitense Franklin». Descrivendo la Bibbia come una «favolosa mitologia», Paine si chiede se essa fu realmente rivelata ai suoi scrittori e pone in dubbio che gli scrittori originali possano essere conosciuti; così, ad esempio, rifiuta l'idea che Mosè abbia scritto il Pentateuco. Utilizzando metodi che non erano abituali negli studi biblici del XIX secolo, Paine analizza la coerenza interna della Bibbia e pone in dubbio la sua esattezza storica, concludendo che non fu ispirata da Dio. Sostiene anche che l'Antico Testamento deve essere falso, perché presenta un Dio tirannico. «La storia del male» che narra la Bibbia convince Paine che essa è semplicemente un'altra raccolta di miti scritti da esseri umani e non la parola di Dio rivelata. Gli argomenti di Paine contro la Bibbia spesso fanno perdere forza alle sue stesse opere anteriori, le quali dipendono, in gran misura dalla citazione delle Scritture. Come scrive David Wilson, specialista dell'opera di Paine: «Paine sacrifica spesso la coerenza logica a favore della controversia immediata».

### La religione e lo Stato
Paine si occupa anche delle istituzioni e religiose e incolpa i sacerdoti per la loro brama di potere e di ricchezza e la Chiesa per la sua opposizione all'indagine scientifica. Secondo lui, la storia del cristianesimo si caratterizza per la corruzione e l'oppressione. Paine critica le azioni tiranniche della Chiesa, come aveva criticato i governi ne I diritti dell'uomo e Senso comune, affermando che «la teoria cristiana è poco più dell'idolatria degli antichi adoratori di miti, accomodata al potere e ai suoi benefici». Questo tipo di attacchi distingue il libro di Paine da altri libri deisti, che sono meno interessati a sfidare la politica sociale e le gerarchie. Sostiene anche che la Chiesa e lo Stato sono un'unica istituzione corrotta che non agisce a favore degli interessi del popolo: entrambi devono essere radicalmente modificati.

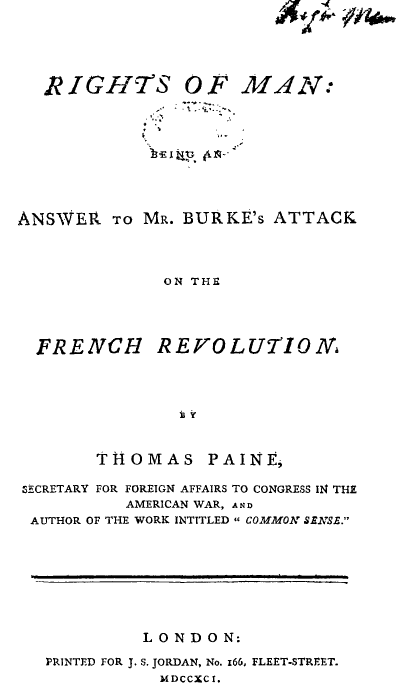
Pagina con il titolo Rights of Man (1792) (I diritti dell'uomo), di Thomas Paine.

Come ha scritto Jon Mee, uno specialista del radicalismo britannico: «Paine credeva che una rivoluzione nella religione fosse il corollario naturale, perfino il prerequisito, di una rivoluzione politica di totale successo». Paine presenta una visione, nelle parole di Davidson e Scheick, di «un'era di libertà intellettuale in cui la ragione avrebbe trionfato sulla superstizione, in cui le libertà naturali dell'umanità avrebbero rimpiazzato il potere sacerdotale e la regalità, che erano entrambi effetti secondari di sciocche leggende gestite politicamente e di superstizioni religiose». Questa è la visione che gli specialisti hanno chiamato «millenarismo laico» di Paine, che appare in tutte le sue opere: egli termina I diritti dell'uomo, ad esempio, con la dichiarazione: «Da quanto vediamo ora, nessuna riforma nel mondo politico deve essere considerata poco probabile. È un'età di rivoluzioni, in cui tutto si può tentare». Paine «trasformava la visione protestante millenarista del dominio di Cristo sulla Terra in un'immagine secolare dell'utopia», sottolineando le possibilità di «progresso» e «perfettibilità umana» che l'umanità poteva raggiungere, senza l'aiuto di Dio.

### Debiti intellettuali di Paine
Benché a Paine piacesse dire che aveva letto molto poco, i suoi libri smentiscono questa dichiarazione. L'età della ragione ha le sue radici intellettuali nella tradizione di David Hume, Spinoza e Voltaire. Dato che Hume aveva già fatto molti degli stessi «attacchi morali contro il cristianesimo» che Paine popolarizzò nel suo libro, gli esperti sono giunti alla conclusione che, probabilmente, Paine leggesse le opere sulla religione di Hume o, almeno, ne avesse sentito parlare attraverso il circolo di Joseph Johnson. Paine sarebbe stato specialmente attratto dalla descrizione di Hume della religione come «una fonte positiva del male nella società» che conduceva gli uomini alla divisione in fazioni, a essere ambiziosi e intolleranti». Di ancora maggiore influenza su Paine fu il Trattato teologico-politico di Spinoza (1678). Paine avrebbe ricevuto le idee di Spinoza attraverso le opere di altri deisti del XVIII secolo, tra i quali Conyers Middleton. A Paine molto probabilmente era familiare l'ingegno canzonatore di Voltaire e altre opera di "filosofi" deisti francesi.
Benché queste grandi tradizioni filosofiche esercitino chiare influenze su L'età della ragione, Paine ha il suo maggiore debito intellettuale con i deisti inglesi del principio del XVIII secolo, come Peter Annet. John Toland aveva rivendicato l'uso della ragione nell'interpretazione delle Scritture, Matthew Tindal aveva argomentato contro la rivelazione, Middleton aveva descritto la Bibbia come una mitologia e posto in discussione l'esistenza dei miracoli; Thomas Morgan aveva contestato le pretese dell'Antico Testamento, Thomas Woolston aveva messo in questione la credibilità dei miracoli e Thomas Chubb aveva argomentato che il cristianesimo mancava di moralità. Tutti questi argomenti appaiono nel libro di Paine, anche se in maniera meno coerente.

## Lo stile
La caratteristica più distintiva de L'età della ragione, al pari di tutte le opere di Paine, è il suo stile linguistico. Lo storico Eric Foner sostiene che le opere di Paine «forgiano un nuovo linguaggio politico» destinato ad avvicinare la politica al popolo, utilizzando «uno stile chiaro, semplice e diretto». Paine ha creato «una nuova visione, un'immagine utopica di una società egualitaria e repubblicana» e il suo linguaggio riflette questi ideali. Diede origine a espressioni come «diritti umani», «l'età della ragione» e «i tempi che mettono alla prova le anime degli uomini» (the times that try men's souls). Foner sostiene anche che con L'età della ragione Paine «diede al deismo un nuovo tono aggressivo ed esplicitamente anticristiano». Fece questo mediante l'uso di un linguaggio «volgare» (cioè, «basso» o «popolare»), di un tono irriverente e perfino di una retorica religiosa.
In una lettera diretta a Elihu Palmer, uno dei suoi più fedeli seguaci in America, Paine descrive parte della sua filosofia retorica:
La retorica di Paine aveva una grande attrattiva, il suo stile incisivo era «capace di costruire ponti tra le culture della classe operaia e della classe media» e diventare citazioni comuni. Parte di ciò che rende lo stile di Paine così memorabile è il suo uso efficace della ripetizione e delle domande retoriche, oltre alla profusione di «aneddoti, ironia, parodia, satira, finta confusione, temi popolari, vocabolario concreto, e... gli appelli al senso comune». Lo stile colloquiale di Paine attira il lettore a entrare nel testo. Il suo uso del pronome «noi» trasmette l'«illusione che lui e i lettori condividono il lavoro di costruire l'argomento». Enfatizzando in tal modo la presenza del lettore e lasciando a metà le immagini e gli argomenti, Paine incoraggia i suoi lettori a completarli in modo indipendente.

### Linguaggio volgare

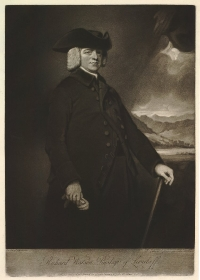
Il vescovo Richard Watson, che rispose a Paine con il suo linguaggio volgare.

L'elemento più caratteristico dello stile di Paine ne L'età della ragione è la sua volgarità. Nel XVIII secolo la «volgarità» si associava alle classi medie e inferiori, e non all'oscenità; così quando Penn celebra il suo stile «volgare» e i suoi critici lo attaccano, la controversia è sull'accessibilità alle classi, e non sulla blasfemia. Ad esempio, Paine descrive La Caduta nella seguente maniera:
Il tono irriverente che Paine combinò con questo stile volgare distinse la sua opera da quella dei suoi predecessori. Esso tolse il «deismo dalle mani dell'aristocrazia e degli intellettuali e lo diede al popolo».
L'appello retorico di Paine al «popolo» attirò quasi altrettante critiche della sua ridicolizzazione della Bibbia. Il vescovo Richard Watson, costretto a rivolgersi a questo nuovo pubblico nella sua influente risposta a Paine, An Apology for the Bible, scrive: «Io, intenzionalmente, scrivo queste righe e quelle seguenti in una maniera popolare, con la speranza che in tal modo esse possano avere la fortuna di essere lette attentamente da questa classe di lettori, per i quali la sua opera sembra particolarmente calcolata, e che sono i più suscettibili di esserne danneggiati.» Ma non era solo lo stile ciò che preoccupava Watson e altri, bensì anche il basso prezzo del libro di Paine. In un processo per sedizione al principio degli anni 1790, il procuratore generale tentò di proibire a Thomas Cooper di pubblicare la sua risposta alle Riflessioni sulla Rivoluzione in Francia di Burke, argomentando che «sebbene non vi fosse da adottare nessuna eccezione al suo opuscolo quando era nelle mani delle classi superiori, ciononostante il governo non avrebbe permesso che apparisse ad un prezzo che ne assicurasse la circolazione tra il popolo». Preoccupazioni simili condussero alla persecuzione di chi stampava, pubblicava e distribuiva L'età della ragione.

### Tono irriverente

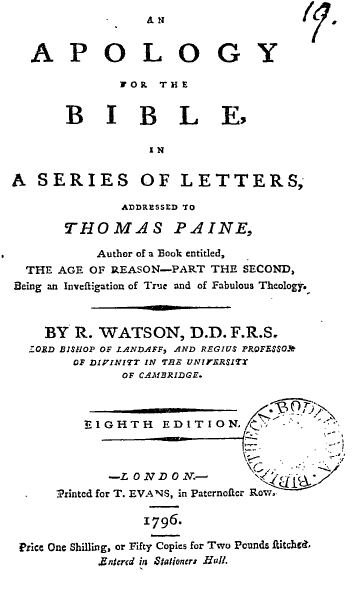
Titolo dell'ottava edizione del libro del vescovo Richard Watson su Paine.

Lo stile di Paine non era solo «volgare», era anche irriverente. Per esempio, Paine descrive Salomone come un libertino, che «fu ingegnoso, pomposo, dissoluto e, alla fine, malinconico», che «visse rapidamente e morì, stanco del mondo, all'età dì cinquantotto anni». Sebbene molti deisti britannici anteriori avessero utilizzato uno stile ridicolizzante per attaccare la Bibbia e il cristianesimo, la loro era un'arguzia raffinata, piuttosto che il nitido umorismo che Paine impiegava. Furono i primi deisti di livello mediocre, e non l'élite colta, quelli che iniziarono lo stile ridicolizzante che avrebbe reso famoso Paine.
Era questo tono «ridicolizzante» di Paine quello che più urtò i membri del clero. Come lo esprime John Redwood, uno studioso del deismo: «L'età della ragione potrebbe forse chiamarsi più eloquentemente e adeguatamente L'età del ridicolo, perché era il ridicolo, non la ragione, quello che metteva in pericolo la Chiesa» Significativamente, nella sua Apology, Watson rimprovera direttamente Paine per il suo tono derisorio:

### Influenze religiose
L'educazione quacchera di Paine lo predispose a un pensiero deista e, nel medesimo tempo, lo posizionò fermamente dentro la tradizione religiosa dei dissenzienti inglesi. Paine riconobbe che era in debito con la sua formazione quacchera per il suo scetticismo, ma la stima dei quaccheri per la franchezza, un valore espresso sia esplicitamente che implicitamente ne L'età della ragione, influirono ancora di più sulla sua scrittura. Come affermò lo storico E. P. Thompson, «Paine ridicolizzò l'autorità della Bibbia con argomenti che il minatore o la contadina potevano comprendere». La sua descrizione della storia della concezione virginale demistifica il linguaggio biblico, e che Maria fu solo una infelice donna sfortunata: «è la storia di una giovane promessa in matrimonio, e durante questo impegno, parlando con un linguaggio semplice, viene corrotta da un fantasma». Anche i racconti quaccheri delle conversioni influirono sullo stile del libro di Paine. Davidson e Scheick sostengono che la sua «dichiarazione introduttiva del proposito, un fervido senso di ispirazione interiore, una dichiarata espressione di coscienza, e un'intenzione evangelica di istruire gli altri», ricordano le confessioni personali dei quaccheri statunitensi.
Paine trae vantaggio da varie retoriche religiose oltre a quella collegata al quaccherismo ne L'età della ragione. La più importante è il linguaggio millenarista che attirava i suoi lettori delle classi più basse. Affermando che il vero linguaggio religioso è universale, Paine utilizza elementi della tradizione retorica cristiana per minare le gerarchie religiose che si perpetuano. La qualità della scrittura sermonale è uno dei suoi tratti più riconoscibili. Sacvan Bercovitch, una studiosa del sermone, sostiene che gli scritti di Paine spesso somigliano alle lamentazioni del "sermone politico" o geremiade. Sostiene che Paine si avvale della tradizione puritana nella quale «la teologia era sposata alla politica e la politica al progresso del regno di Dio». Una ragione per la quale lo stile di scrittura di Paine era così è che egli potrebbe essere stato per breve tempo un predicatore metodista, anche se questo sospetto non si è potuto verificare.

## Accoglienza e retaggio

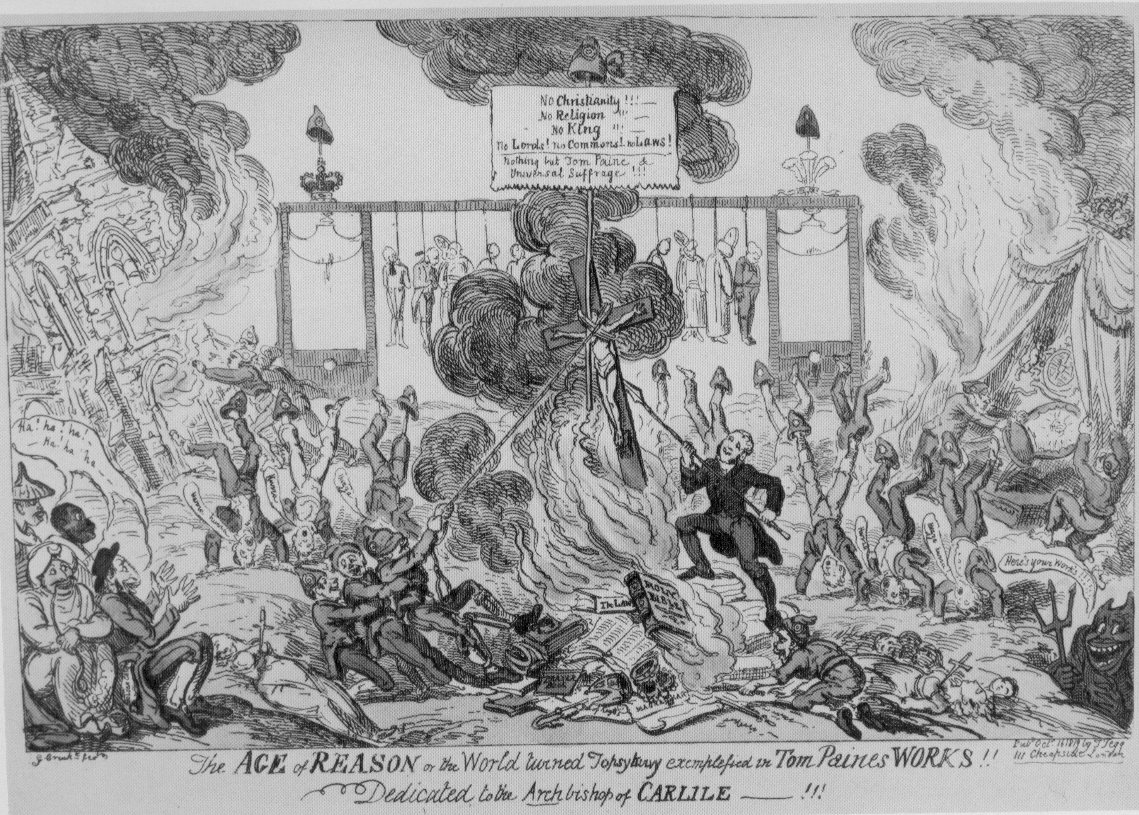
Illustrazione di George Cruikshank.

L'età della ragione provocò una reazione ostile della maggioranza dei lettori e dei critici, sebbene l'intensità dell'ostilità variasse in ogni località. Vi furono quattro fattori principali che provocarono questa animosità: Paine negava che la Bibbia fosse un testo sacro e ispirato da Dio; sosteneva che il cristianesimo era un'invenzione umana; la sua capacità di rivolgersi a un gran numero di lettori spaventava i potenti; e la sua maniera irriverente e satirica di scrivere sul cristianesimo e sulla Bibbia offendeva molti credenti.

### Gran Bretagna
L'età della ragione di Paine accese l'ira dei britannici quanto bastava per iniziare non solo una serie di azione giudiziarie da parte del governo, ma anche una guerra di libelli. Intorno a cinquanta risposte sfavorevoli apparvero già tra il 1795 e il 1799 e ancora nel 1812 si pubblicavano confutazioni. Molte di esse rispondevano specificamente all'attacco di Paine alla Bibbia nella Parte II (quando Thomas Williams fu processato per aver stampato la Parte II, risultò evidente che la sua circolazione aveva superato di gran lunga quella della Parte I). Anche se i critici rispondevano all'analisi di Paine della Bibbia, normalmente non affrontavano i suoi argomenti specifici. Invece, difendevano una letturs letterale della Bibbia, citando la lunga storia della Bibbia come prova della sua autorità. Pubblicarono anche attacchi ad hominem contro Paine, descrivendolo «come un nemico del retto pensiero e della moralità della gente onesta e illuminata». Dissenzienti come Joseph Priestley, che avevano fatto loro gli argomenti de I diritti dell'uomo, si allontanarono da quelli presentati nell'opera di Paine. Perfino la rivista liberale Analytical Review si mostrò scettica dinanzi alle asserzioni di Paine e prese le distanze dal libro. Il deismo di Paine era semplicemente troppo radicale per questi riformisti più moderati, che temevano di «macchiarsi» con il pennello del l'estremismo.

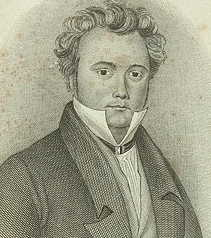
Richard Carlile.

Malgrado il profluvio di risposte antagonistiche al libro di Paine, alcuni studiosi hanno sostenuto che l'opera deista di Constantin Volney Le rovine (The ruins) (apparvero traduzioni di estratti dell'originale francese nella stampa radical, come nei giornali Pig's Meat di Thomas Spence e Politics for the people di Daniel Isaac Eaton) fu in realtà più influente de L'età della ragione. Secondo David Bindman, The Ruins «in Inghilterra raggiunse una popolarità paragonabile agli stessi Diritti dell'uomo». Ciò nonostante, un ministro si lamentò che «la corruzione provocata dalla propagazione di una pubblicazione così perniciosa [L'età della ragione] era infinitamente superiore a quella che potevano generare il suffragio limitato e i parlamenti settennali» (altre cause popolari cause di riforma).
Fu solo con il processo nel 1818 di Richard Carlile per aver pubblicato il testo di Paine che questo divenne «l'anti-Bibbia di tutti gli agitatori infedeli di classe bassa del XIX secolo». Benché il libro si stesse vendendo bene prima del processo, una volta che Carlile fu arrestato e accusato, 4 000 copie si vendettero in pochi mesi. Nel processo propriamente detto, che fece impazzire i mezzi di comunicazione, Carlile lesse la totalità dell'opera di Paine nel dibattimento giudiziario, assicurando così una diffusione ancora maggiore. Tra il 1818 e il 1822, Carlile disse di aver «posto in circolazione circa 20 000 esemplari de L'età della ragione». Al pari che negli anni 1790, era la lingua quello che più irritava le autorità nel 1818. Come segnala Joss Marsh nel suo studio della blasfemia nel XIX secolo, «in questi processi, si riconfigurò l'inglese semplice come qualcosa di 'offensivo' e 'scandaloso' di per sé. La lotta de L'età della ragione segnò quasi l'ora in cui le parole 'semplice', 'grezzo', 'comune' e 'volgare' assunsero un significato peggiorativo.» Carlile fu giudicato colpevole di blasfemia e condannato a un anni di prigione, ma vi passò invece sei anni, perché rifiutò qualsiasi «condizione legale» in relazione al suo rilascio.
La nuova retorica di Paine giunse a dominare il giornalismo radicale popolare ottocentesco, in particolare quello dei liberi pensatori, i cartisti e gli owenisti. Il suo retaggio si può cedere nel giornale radicale The Black Dwarf [«Il nano nero»] di Thomas Wooler, in numerosi giornali e riviste di Richard Carlile, nelle opere radicali di William Cobbett, nelle riviste di Henry Hetherington The Penny Papers e The Poor Man's Guardian, nelle opere del cartista William Lovett, nei giornali e libri sull'owenismo di George Holyoake e nel New Reformer di Charles Bradlaugh. Un secolo dopo la pubblicazione de L'età della ragione, si impiegava ancora la retorica di Paine: il Bible Handbook (Manuale della Bibbia di George Foote (1888) «...maneggia sistematicamente i capitoli e i loro versetti per estrarre 'contraddizioni', 'assurdità', 'atrocità' e 'oscenità' esattamente alla maniera de L'età della ragione di Paine». Il giornale The Freethinker (fondato nel 1881) sosteneva, come Paine, che le «assurdità della fede» potevano essere «assassinate con la risata». In Gran Bretagna, fu questa tradizione di libero pensiero quella che continuò il retaggio di Paine.
Già nel XX secolo, il filosofo inglese Bertrand Russell scrisse sull'opera:

### Francia
Pur essendo stata scritta per i francesi, L'età della ragione ebbe pochissimo impatto, se mai ne ebbe, sulla Francia rivoluzionaria. Paine scrisse che «il popolo di Francia si stava gettando a capofitto nell'ateismo e io avevo tradotto l'opera nella loro lingua per arrestarli in questa corsa e farli aderire al primo articolo di fede (...) di ogni essere umano che abbia una qualche fede in assoluto: creo in Dio» (corsivo di Paine). Gli argomenti di Paine erano già comuni e accessibili in Francia; in un certo senso, erano già stati respinti.
Mentre era ancora in Francia, Paine formò la Chiesa della Teofilantropia con altre cinque famiglie; questa religione civile sosteneva come dogma centrale che l'uomo dovesse adorare la saggezza e la benevolenza de Dios e imitare per quanto possibile quegli attributi divini. La chiesa mancava di sacerdoti e ministri e il sermone biblico tradizionale era sostituito da letture scientifiche od omelie sugli insegnamenti dei filosofi. Celebrava quattro festività, in onore di san Vincenzo de' Paoli, George Washington, Socrate e Rousseau. Samuel Adams articolò gli obiettivi di questa chiesa scrivendo che Paine mirava a «rinnovare l'epoca inculcando nelle menti giovani il timore e l'amore della divinità e la filantropia universale». La chiesa, ciononostante, chiuse nel 1801, quando Napoleone firmò un concordato con il Vaticano.

### Stati Uniti

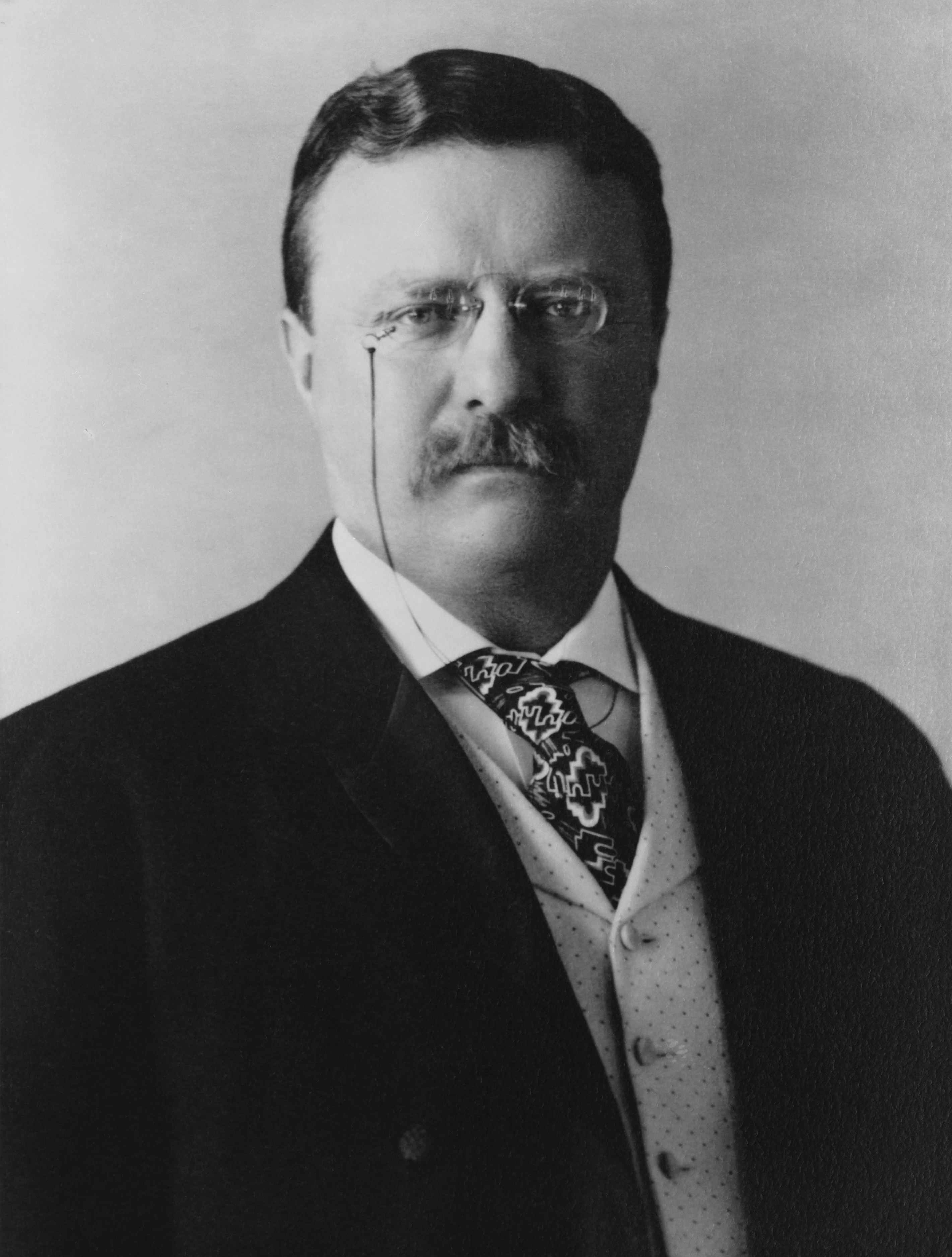
Theodore Roosevelt, il Presidente degli Stati Uniti che descrisse Paine come uno sporco ateo.

Negli Stati Uniti, L'età della ragione diede origine inizialmente a una specie di «rinascimento» deista, ma poi il libro fu brutalmente attaccato e non tardò ad essere dimenticato. Paine giunse ad essere ingiuriato in tal modo che, più di cento anni dopo, qualcuno come Theodore Roosevelt poteva ancora calunniarlo come uno «sporco ateo».
Alla fine del XVIII secolo, l'America era matura per gli argomenti di Paine. Il Primo grande risveglio, demolendo l'«egemonia calvinista, aveva creato un clima di ambivalenza teologica e speculativa» che diede il benvenuto al deismo. Ethan Allen pubblicò Gli oracoli della ragione (The Oracles of Reason) (1784), il primo libro statunitense in difesa del deismo, ma questo continuò ad essere prima di tutto una filosofia dell'élite colta. Uomini come Benjamin Franklin e Thomas Jefferson adottarono i suoi principi, mentre al tempo stesso argomentavano che la religione serviva il fine utile del «controllo sociale». Fu solo con la pubblicazione dell'opera di Paine, più piacevole e popolare, che il deismo raggiunse le classi medie e basse americane. Il pubblico fu ricettivo, in parte, perché approvava gli ideali secolari della Rivoluzione francese. L'età della ragione ottenne diciassette edizioni e vendette migliaia di copie negli Stati Uniti. Elihu Palmer, «un ministro rinnegato cieco», e il più leale seguace di Paine in America, promosse questa nuova forma di pensiero religioso in tutto il paese. Palmer pubblicò l'opera che sarebbe divenuta «la bibbia del deismo americano», I principi della natura (The Principles of Nature), fondò società deiste dallo stato del Maine fino a quello della Georgia, costruì «Templi della Ragione» in tutto il paese, e fondò due giornali deisti per i quali alla fine Paine scrisse diciassette saggi. Foner scrive che «L'età della ragione divenne il libro deista più popolare mai scritto... Prima di Paine, era stato possibile essere al tempo stesso cristiano e deista; ora, una tale prospettiva religiosa era divenuta praticamente insostenibile». Paine presentò il deismo alle masse e, al pari che in Gran Bretagna, le élite colte temettero le conseguenze che avrebbe potuto avere questo materiale nelle mani di così tante persone. Il loro timore contribuì a spingere una reazione che non si fece attendere.
Quasi immediatamente dopo questa ascesa deista, cominciò il Secondo grande risveglio. George Spater spiega che «la repulsione che si sentiva verso L'età della ragione di Paine e altre opere che facevano mostra di pensiero antireligioso, era così grande che una grande controrivoluzione si era posta in moto in America prima della fine del XVIII secolo». Entro il 1796, tutti gli studenti di Harvard ricevevano una copia della confutazione del vescovo Watson del libro di Paine. Nel 1815, Parson Weems, uno dei primi romanzieri e moralisti d'America, pubblicò La vendetta di Dio contro l'adulterio (God's revenge against adultery), dove uno dei protagonisti «doveva la sua precoce caduta alla lettura de L'età della ragione di Paine». Il testo «libertino» di Paine condusse il giovane ad «audaci calunnie contro la Bibbia», addirittura fino al punto che «gettò da parte la vecchia Bibbia di famiglia di suo padre e, come guida sicura verso i piaceri, prese L'ETÀ DELLA RAGIONE!»
Paine non poté pubblicare la terza parte del libro negli Stati Uniti fino al 1807, a causa della profonda antipatia che aveva risvegliato. Acclamato solo pochi anni prima come eroe della Rivoluzione americana, Paine ora era sferzato dalla stampa e chiamato «il necrofago della sua fazione», una «canaglia vigliacca e sinica [sic]» (lilly-livered sinical [sic] rogue), un «rettile ripugnante», una «arcibestia semiumana», «un oggetto di disgusto, di orrore, di aborrimento assoluto per ogni uomo onesto, salvo il Presidente degli Stati Uniti Thomas Jefferson». Nell'ottobre del 1805, John Adams scrisse al suo amico Benjamin Waterhouse, un medico e scienziato:
Adams vedeva L'età della ragione di Thomas Paine non come l'incarnazione dell'Illuminismo, ma come un «tradimento» contro di esso. Malgrado tutti questi attacchi, Paine non vacillò mai nella sua credenza. Quando stava morendo, una donna venne a visitarlo, affermando che Dio le aveva dato istruzioni per salvare la sua anima. Paine la congedò con lo stesso tono che aveva utilizzato nel suo libro:
L'Età della Ragione fu in gran parte ignorato dopo il 1820, eccetto da alcuni gruppi radicali in Gran Bretagna e di liberi pensatori in America, tra i quali Robert G. Ingersoll e l'abolizionista Moncure Daniel Conway, che curò le sue opere e scrisse la prima biografia di Paine, recensita favorevolmente da The New York Times. Fu solo con la pubblicazione da parte di Charles Darwin de L'origine delle specie nel 1859, e l'abbandono su larga scala della lettura letterale della Bibbia che causò in Gran Bretagna, quando molte delle idee di Paine poterono affermarsi. Ciò nonostante, il testo di Paine continua ad essere pubblicato ancora oggi, una delle poche opere religiose del XVIII secolo che sono ancora disponibili. Il suo messaggio risuona ancora, come evidenza l'affermazione di Christopher Hitchens che «se i diritti dell'uomo devono essere sostenuti in un tempo oscuro, avremo bisogno di un'età della ragione». Il suo libro del 2006 su I diritti dell'uomo termina con l'affermazione che «in un momento... in cui sia i diritti che la ragione sono il bersaglio di attacchi aperti e coperti di vari tipi, la vita e gli scritti di Thomas Paine saranno sempre parte dell'arsenale dal quale avremo bisogno di dipendere». Anche lo stile retorico unico di Paine continua a vivere nella cultura americana; si incarna, ad esempio, nella persona e nelle pellicole di Michael Moore, che è stato chiamato «il nuovo Thomas Paine».

## Alcune ristampe moderne
- Paine, Thomas. The Age of Reason. Ed. Philip S. Foner. New York: Citadel Press, 1974. ISBN 0-8065-0549-4.
- Paine, Thomas. Thomas Paine: Collected Writings. Ed. Eric Foner. Library of America, 1995. ISBN 1-883011-03-5.
- Paine, Thomas. The Life and Major Writings of Thomas Paine. Ed. Philip S. Foner. Replica Books, 2000. ISBN 0-7351-0077-2.
- Paine, Thomas. The Thomas Paine Reader. Eds. Michael Foot and Isaac Kramnick. New York: Penguin Books, 1987. ISBN 0-14-044496-3.

Traduzioni in italiano
- Paine, Thomas, L'età della ragione, a cura di Erika Joy Mannucci. Ibis, 2000, 134 pp. ISBN 978-88-716-4094-5.

### In inglese
- Bindman, David. «"My own mind is my own church": Blake, Paine and the French Revolution.» Reflections of Revolution: Images of Romanticism. Ed. Alison Yarrington and Kelvin Everest. Londres: Routledge, 1993. ISBN 0-415-07741-9.
- Claeys, Gregory. Thomas Paine: Social and political thought. Boston: Unwin Hyman, 1989.
- Clark, Harry Hayden. «Thomas Paine’s Theories of Rhetoric.» Transactions of the Wisconsin Academy of Sciences, Arts, and Letters 28 (1933): 307-39.
- Davidson, Edward H. y William J. Scheick. Paine, Scripture, and Authority: The Age of Reason as Religious and Political Idea. Bethlehem: Lehigh University Press, 1994. ISBN 0-934223-29-7.
- Dyck, Ian, ed. Citizen of the World: Essays on Thomas Paine. Nueva York: St. Martin’s Press, 1988. ISBN 0-312-01300-0.
- Foner, Eric. Tom Paine and Revolutionary America. Londres: Oxford University Press, 1976. ISBN 0-19-502182-7.
- Fruchtman, Jr., Jack. Thomas Paine and the Religion of Nature. Baltimore: Johns Hopkins University Press, 1993. ISBN 0-8018-4571-8.
- Gimbel, Richard. "The First Appearance of Thomas Paine’s The Age of Reason." Yale University Library Gazette 31 (1957): 87-89.
- Harrison, J.F.C. «Thomas Paine and Millenarian Radicalism.» Citizen of the World: Essays on Thomas Paine. Ed. Ian Dyck. Nueva York: St. Martin’s Press, 1988. ISBN 0-312-01300-0.
- Hawke, David Freeman. Paine. Nueva York: Harper & Row, 1974. ISBN 0-06-011784-2.
- Herrick, James A. The Radical Rhetoric of the English Deists: The Discourse of Skepticism, 1680-1750. Columbia: University of South Carolina Press, 1997. ISBN 1-57003-166-5.
- Hole, Robert. Pulpits, politics and public order in England, 1760-1832. Cambridge: Cambridge University Press, 1989. ISBN 0-521-36486-8.
- Marsh, Joss. Word Crimes: Blasphemy, Culture, and Literature in Nineteenth-Century England. Chicago: University of Chicago Press, 1998. ISBN 0-226-50691-6.
- Mee, Jon. Dangerous Enthusiasms: William Blake and the Culture of Radicalism in the 1790s. Oxford: Clarendon Press, 1992. ISBN 0-19-812226-8.
- Redwood, John. Reason, Ridicule and Religion: The Age of Enlightenment in England, 1660- 1750. Londres: Thames and Hudson, 1976. ISBN 0-674-74953-7.
- Robbins, Caroline. «The Lifelong Education of Thomas Paine (1737-1809): Some Reflections upon His Acquaintance among Books.» Proceedings of the American Philosophical Society 127.3 (1983): 135-42.
- Royle, Edward, ed. The Infidel Tradition from Paine to Bradlaugh. Londres: Macmillan Press Ltd., 1976. ISBN 0-333-17434-8.
- Samuels, Shirley. «Infidelity and Contagion: The Rhetoric of Revolution.» Early American Literature 22 (1987): 183-191.
- Smith, Olivia. The Politics of Language, 1791-1819. Oxford: Clarendon Press, 1984. ISBN 0-19-812817-7.
- Smylie, James H. «Clerical Perspectives on Deism: Paine's The Age of Reason in Virginia.» Eighteenth-Century Studies 6.2 (1972-3): 203-220.
- Spater, George. «Introduction.» Citizen of the World: Essays on Thomas Paine. Ed. Ian Dyck. Nueva York: St. Martin’s Press, 1988. ISBN 0-312-01300-0.
- Thompson, E.P. The Making of the English Working Class. Nueva York: Vintage Books, 1966. ISBN 0-394-70322-7.
- Walters, Kerry S. Rational Infidels: The American Deists. Durango, CO: Longwood Academic, 1992. ISBN 0-89341-641-X.
- Watson, Richard. An Apology for the Bible, in a Series of Letters, addressed to Thomas Paine. Philadelphia: James Carey, 1979.
- Wiener, Joel H. «Collaborators of a Sort: Thomas Paine and Richard Carlile.» Citizen of the World: Essays on Thomas Paine. Ed. Ian Dyck. Nueva York: St. Martin's Press, 1988. ISBN 0-312-01300-0.
- Wilson, David A. Paine and Cobbett: The Translatlantic Connection. Kingston y Montreal: McGill–Queen's University Press, 1988. ISBN 0-7735-1013-3.
- Woll, Walter. Thomas Paine: Motives for Rebellion. Frankfurt del Meno: Peter Lang, 1992. ISBN 3-631-44800-7.

### In francese
- Caron, Nathalie. Thomas Paine contre l'imposture des prêtres. Paris: L'Harmattan, 1999. ISBN 2-7384-7193-5.